# Eduard Kokoity
Eduard Djabeievitch Kokoity (em osseta: Кокойты Джабейы фырт Эдуард; em russo: Эдуа́рд Джабе́евич Коко́йты; ocasionalmente russificado como Kokoyev) (Tsequinváli, 31 de outubro de 1964) é o antigo presidente da Ossétia do Sul, uma república da Ásia Central, recém-desmembrada da Geórgia cuja existência é reconhecida apenas pela Rússia.

## Biografia
Nascido em 1964, Kokity fez parte da equipe nacional de luta livre da antiga União Soviética. Antes de 1989 ocupou o cargo de primeiro-secretário do Komsomol ("Liga Comunista Jovem") na cidade de Tsequinváli, capital da Ossétia do Sul. Mudou-se para Moscou em 1992, onde envolveu-se no mundo dos negócios, retornando ao seu país em 2001.
De volta à carreira política, foi eleito Presidente da Ossétia do Sul, com 38 anos, nas eleições realizadas em novembro e dezembro daquele ano. No primeiro turno, ocorrido em 18 de novembro de 2001 conseguiu 45% dos votos, contra 24% de Stanislav Kotchiev e 21% do então presidente, Lyudvig Tchibirov. Venceu o segundo turno, contra Kotchiev, com 53% dos votos, em 6 de dezembro, e tomou posse no dia 18 de dezembro.